# Robert Guérin
Robert Guérin (28 giugno 1876 – 19 marzo 1952) è stato un giornalista e dirigente sportivo francese.
Fu il primo Presidente della FIFA, tra il 1904 - anno della fondazione - e il 1906.
Fu inviato del giornale Le Matin, membro del "Comitato delle Società Sportive Francesi" e manager nazionale della nazionale francese.